# Christoph Kohl (Priester)
Christoph Maria Kohl (* 25. Dezember 1955 in Blieskastel) ist ein deutscher römisch-katholischer Geistlicher im Bistum Speyer.

## Leben und Wirken
Christoph Kohl wuchs in Bliesdalheim auf und studierte katholische Theologie in Mainz und Freiburg im Breisgau mit den Schwerpunkten „Pastoraltheologie“ und „Dogmatik“. Seine Dissertation „Amtsträger oder Laie? Die Diskussion um den ekklesiologischen Ort der Pastoralreferenten und Gemeindereferenten“ schrieb er an der Universität Mainz bei Theodor Schneider. Darüber hinaus absolvierte er einige Zusatzausbildungen:Kirchenmusik (C-Kurs), journalistische Ausbildung für Theologen beim Institut zur Förderung des publizistischen Nachwuchses sowie klientenzentrierte Beratung und Geistliche Begleitung / Exerzitienbegleitung.
1988 wurde Kohl im Speyerer Dom zum Priester geweiht und war anschließend Kaplan in St. Ingbert, dann Jugendpfarrer in Ludwigshafen und Ministranten-Referent im Bischöflichen Jugendamt / BDKJ Speyer. Von 1994 bis 2004 war er Hochschulpfarrer in Kaiserslautern und Leiter der dortigen katholischen Hochschulgemeinde an der Technischen Universität und an der Hochschule Kaiserslautern. Von 2004 bis 2019 war Kohl Leiter der Hauptabteilung II „Schulen, Hochschulen und Bildung“ im Bischöflichen Ordinariat Speyer.
2005 wurde er ins Domkapitel gewählt und wurde im Jahr 2009 Domdekan. Als solcher ist er verantwortlich für die Gottesdienste und Kirchenmusik, Konzerte und Veranstaltungen im Speyerer Dom. Seit 2019 ist er außerdem Domkustos. Mit diesem Amt verbindet sich die Verantwortung für die Finanzen des Domkapitels, den Bauerhalt, die Sakristei und die touristische Erschließung des Speyerer Doms.
Neben seinen hauptamtlichen Tätigkeiten arbeitet Kohl seit 1988 in der katholischen Rundfunk-Verkündigung beim Saarländischen Rundfunk und beim Südwestfunk / Südwestrundfunk mit. Außerdem ist er seit 1988 in der Ökumene-Arbeit des Bistums Speyer engagiert und dabei Delegierter des Bistums in der Arbeitsgemeinschaft Christlicher Kirchen (ACK) „Region Südwest“. Er ist darüber hinaus als Geistlicher Begleiter und Exerzitienbegleiter tätig.